# فینال لیگ اروپا ۲۰۲۴
فینال لیگ اروپا ۲۰۲۴ ، آخرین بازی لیگ اروپا ۲۴–۲۰۲۳، پنجاه و سومین فصل از مسابقات فوتبال باشگاهی ثانویه اروپا است که توسط یوفا برگزار می‌شود، و پانزدهمین فصل از زمان تغییر نام آن از جام یوفا به لیگ اروپای یوفا است. این مسابقه در تاریخ ۲۲ مه ۲۰۲۴ در ورزشگاه آویوا شهر دوبلین جمهوری ایرلند برگزار خواهد شد.
برنده حق بازی در برابر برنده لیگ قهرمانان اروپا ۲۴–۲۰۲۳ در سوپر جام اروپا ۲۰۲۴ را کسب خواهند کرد.

## مکان

### انتخاب میزبان
در ۱۶ ژوئیه ۲۰۲۱، کمیته اجرایی یوفا اعلام کرد که به دلیل لغو حق میزبانی یورو ۲۰۲۰، ورزشگاه آویوا در دوبلین حق میزبانی فینال ۲۰۲۴ را دریافت کرد. این بخشی از توافقنامه حل و فصل توسط یوفا برای به رسمیت شناختن تلاش‌ها و سرمایه‌گذاری مالی انجام شده برای میزبانی یوفا یورو ۲۰۲۰ بود.

## بازی

### جزئیات
تیم "خانه" (برای اهداف اداری) با قرعه کشی اضافی که پس از قرعه کشی یک چهارم نهایی و نیمه نهایی برگزار می‌شود مشخص می‌شود.
| آتالانتا | 3–0 | بایرن لورکوزن |
| -------- | --- | ------------- |
|          |     |               |

|  | قوانین مسابقه - ۹۰ دقیقه - در صورت لزوم ۳۰ دقیقه وقت اضافی - در صورت مساوی بودن امتیازات ، ضربات پنالتی - دوازده جایگزین نام برد - حداکثر پنج تعویض، با ششمین تعویض مجاز در وقت اضافه |